# ديريك غاردنر (مهندس)
ديريك غاردنر (بالإنجليزية: Derek Gardner)‏ هو مهندس بريطاني، ولد في 19 سبتمبر 1931 في ورك في المملكة المتحدة، وتوفي في 7 يناير 2011 في Lutterworth ‏ في المملكة المتحدة.